# Cecidomyia lentipes
Cecidomyia lentipes är en tvåvingeart som först beskrevs av Johannes Winnertz 1853.  Cecidomyia lentipes ingår i släktet Cecidomyia och familjen gallmyggor.
Artens utbredningsområde är Tyskland. Inga underarter finns listade i Catalogue of Life.